# Ferrovia Torino-Fossano-Savona
La ferrovia Torino-Fossano-Savona è il risultato di varie fasi costruttive che si sono concluse tra il 1933, con l'apertura del percorso a doppio binario via Fossano, e il 1954, con l'apertura della variante di valico via Altare (predisposta in origine per il doppio binario).

## Storia
| Tratto                        | Attivazione       | Attivazione |
| ----------------------------- | ----------------- | ----------- |
| Torino-Trofarello             | 24 settembre 1848 | [ 2 ]       |
| Trofarello-Savigliano-Fossano | 16 dicembre 1853  | [ 2 ]       |
| Ceva-Savona (via Ferrania)    | 28 settembre 1874 | [ 2 ]       |
| Cairo Montenotte-Altare       | 14 novembre 1923  | [ 3 ]       |
| Fossano-Ceva                  | 28 ottobre 1933   |             |
| Altare-Savona                 | 7 febbraio 1954   |             |
| Manuale                       |                   |             |

La linea ottocentesca per Savona, inaugurata nel 1874, era costituita dal percorso via Ferrania, San Giuseppe, Ceva, Bastia Mondovì, Cherasco, Bra, Cavallermaggiore, Carmagnola, Trofarello. Da Bastia si staccava la diramazione per Mondovì Breo, Pianfei, Cuneo Gesso e in seguito Mondovì Altipiano e Cuneo Altipiano. Nel 1888 venne attivato il tratto Carmagnola-Bra per accorciare il percorso e saltare Racconigi e Cavallermaggiore.
Nei primi anni del novecento vennero iniziati i lavori per la "variante" a doppio binario Ceva-Mondovì Altopiano-Fossano, che in quest'ultima stazione si sarebbe innestata sulla preunitaria linea Torino-Cuneo, integrando la preesistente tranvia Fossano-Mondovì-Villanova.
La costruzione della variante si concluse solo all'inizio degli anni trenta, dato che la nuova infrastruttura comprendeva la lunga galleria di Vicoforte e la nuova stazione di Mondovì (Altopiano), con la caratteristica forma ad Y del piazzale, che ricorda quella di Sampierdarena. Il nuovo assetto veniva così a costituire l'asse preferenziale per i collegamenti tra Torino e Savona.
L'originario tracciato costituito dalle ferrovie Carmagnola-Bra e Bra-Ceva, anch'esso elettrificato, perdeva progressivamente importanza anche per il tracciato a binario unico, l'andamento tortuoso, la velocità limitata e la relativa lontananza dei centri abitati dalle stazioni. Dopo la conversione a corrente continua, che fu ultimata completamente nel 1973, l'originario tracciato continuò a vivacchiare con servizi marginali fino alla devastante alluvione del 1994, che distrusse diversi ponti sul Tanaro, rendendo la linea di fatto inutilizzabile (la sezione Bastia-Mondovì era già chiusa da molti anni); le Ferrovie dello Stato decisero pertanto di dismettere la linea Ceva-Bra e di smantellarne linea aerea ed armamento. Dopo una breve attività sul raccordo Bra-Cherasco, attualmente anche questo tratto viene servito da autopullman.

### Il secondo valico (via Altare)

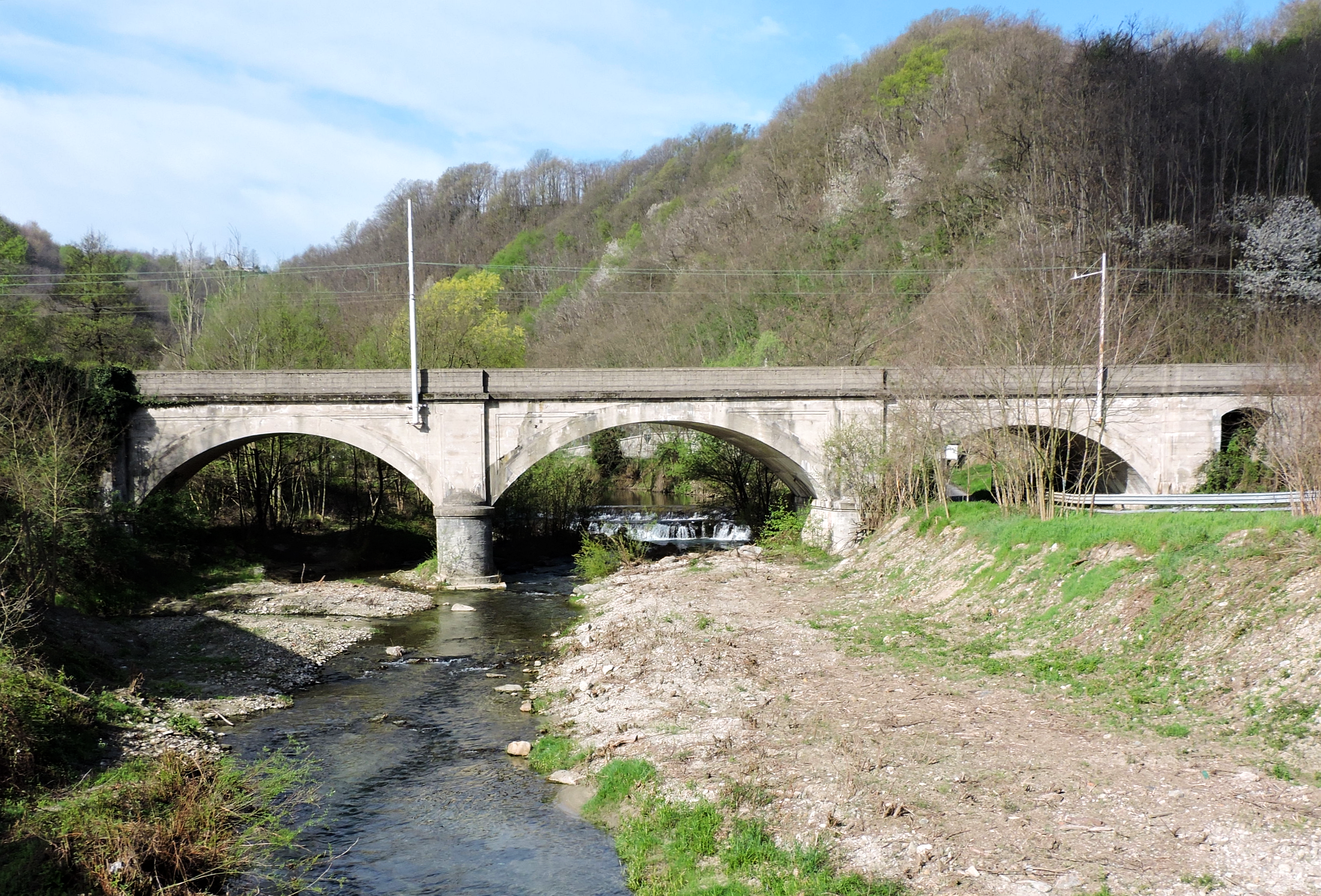
Il ponte sulla Bormida di Mallare presso Altare

La tratta di valico a binario unico da San Giuseppe di Cairo a Savona via Ferrania, già difficoltosa a causa dell'altimetria e della tortuosità, era gravata da un traffico molto intenso, poiché era percorsa anche dai treni per Alessandria e dai numerosi treni merci diretti agli stabilimenti industriali di Cairo Montenotte.
Pertanto nel 1908 venne approvata la costruzione di una seconda linea di valico, passante per Altare, che avrebbe dovuto avere pendenze minori, tracciato meno tortuoso e sede predisposta per il doppio binario. I lavori però, vennero bloccati dallo scoppio della prima guerra mondiale, venendo ripresi nel 1918, alterando il progetto originale in funzione di una più rapida costruzione riducendo il numero delle opere, con l'obiettivo di collegare Cantalupo, dove gli Alleati intendevano stabilire una base logistica. 
Di conseguenza, la linea di Altare risulta paradossalmente più acclive (max 29‰) di quella di Ferrania (max 25‰) nonostante la presenza di un tunnel elicoidale.
Il 14 novembre 1923 fu possibile attivare il primo breve tronco, da San Giuseppe di Cairo ad Altare. Tale tronco venne esercito a vapore, in attesa dell'attivazione dell'intera linea, sulla quale era prevista l'elettrificazione in corrente trifase, come sulle restanti linee della zona.
I lavori procedettero a rilento per problemi geologici e infine si arrestarono a causa della seconda guerra mondiale; furono ripresi al termine del conflitto, attivando l'intera linea (e l'elettrificazione trifase) il 7 febbraio 1954.
Il secondo binario, per cui la sede era stata predisposta, non fu tuttavia mai posato. Nel 2019 è iniziato l'iter per la sua costruzione.

## Caratteristiche
| Head station |

| Unknown route-map component "tSTRc2" | Unknown route-map component "ABZgt3a" |  |

| Unknown route-map component "tdCONTgq" | Unknown route-map component "tABZr+12" | Straight track + Unknown route-map component "tSTRc34" | Unknown route-map component "d" |  |

| Unknown route-map component "tSTRc1" | Unknown route-map component "ABZg+t4e" |  |

|  | Unknown route-map component "ABZgl" | Unknown route-map component "KDSTeq" |

| Station on track |

| Unknown route-map component "uexCONTgq" | Unknown route-map component "emKRZu" | Unknown route-map component "uexCONTfq" |

| Small bridge over water |

| Unknown route-map component "CONTgq" | Unknown route-map component "ABZgr" |  |

| Unknown route-map component "SKRZ-Au" |

| Unknown route-map component "hKRZWae" |

| Station on track |

| Unknown route-map component "eHST" |

| Unknown route-map component "eHST" |

| Station on track |

| 13+030 |
| 0+130  |

|  | Unknown route-map component "ABZgl" | Unknown route-map component "CONTfq" |

| Unknown route-map component "eHST" |

| Unknown route-map component "HSTeBHF" |

| Unknown route-map component "SKRZ-Au" |

| Station on track |

|  | Unknown route-map component "ABZgl" | Unknown route-map component "CONTfq" |

| Station on track |

| Unknown route-map component "exCONTgq" | Unknown route-map component "eABZg+r" |  |

| Station on track |

|  | Unknown route-map component "ABZgl" | Unknown route-map component "CONTfq" |

| Station on track |

| Unknown route-map component "CONTgq" | Unknown route-map component "ABZgr" |  |

| Unknown route-map component "eHST" |

| Station on track |

| 50+541 |
| 0+000  |

| Unknown route-map component "CONTgq" | Unknown route-map component "ABZgr" |  |

| Unknown route-map component "hKRZWae" |

| Stop on track |

| Unknown route-map component "SKRZ-Au" |

| Station on track |

| Small bridge over water |

| Unknown route-map component "CONTgq" | Unknown route-map component "ABZg+r" |  |

| Station on track |

| Unknown route-map component "exLKRW+l" | Unknown route-map component "eKRWgr" |  |

| Unknown route-map component "exLSTRl" | Unknown route-map component "ehKRZa" | Unknown route-map component "exCONTfq" |

| Unknown route-map component "hKRZWe" |

| Enter and exit tunnel |

| Unknown route-map component "tSTRa" |

| Unknown route-map component "tSTRe" |

| Unknown route-map component "tSTRa" |

| Unknown route-map component "tSTRe" |

|  | Unknown route-map component "uexCONTgq" | Unknown route-map component "emKRZu" | Unknown route-map component "uexSTR+r" |  |

|  |  | Unknown route-map component "HSTeBHF" | Unknown route-map component "uexHST" |  |

|  |  | Straight track | Unknown route-map component "uexSTRl" | Unknown route-map component "uexCONTfq" |

| Station on track |

| Unknown route-map component "tSTRa" |

| Unknown route-map component "tSTRe" |

| Unknown route-map component "eBHF" |

| Unknown route-map component "hKRZWae" |

|  | Unknown route-map component "eABZg+l" | Unknown route-map component "exCONTfq" |

| Station on track |

| 38+156 |
| 45+260 |

| Unknown route-map component "CONTgq" | Unknown route-map component "ABZgr" |  |

| Station on track |

| Unknown route-map component "tSTRa" |

| Unknown route-map component "tSTRe" |

| Stop on track |

| Station on track |

| Enter and exit tunnel |

| Unknown route-map component "eHST" |

|  |  | Unknown route-map component "ABZg+l" | Unknown route-map component "CONTfq" |  |

| Station on track |

| Unknown route-map component "LKRW+l" | Unknown route-map component "KRWgr" |  |

| Unknown route-map component "LSTR" | Stop on track |  |

| Unknown route-map component "LSTR" | Unknown route-map component "HSTeBHF" |  |

| Unknown route-map component "LSTR" | Unknown route-map component "tSTRa" |  |

| Unknown route-map component "LSTR" | Unknown route-map component "tSTRe" |  |

| Unknown route-map component "LSTR" | Unknown route-map component "eBHF" |  |

| Unknown route-map component "LSTR" | Station on track |  |

| Unknown route-map component "LSTRl" | Unknown route-map component "KRZu" | Unknown route-map component "STR+r" |

|  | Unknown route-map component "STR+l" | Unknown route-map component "xKRZr" | Unknown route-map component "ABZqr" | Unknown route-map component "CONTfq" |

| 0+000 |
| 1+493 |

| Straight track | Unknown route-map component "exABZg+l" | Unknown route-map component "exCONTfq" |

| Station on track | Unknown route-map component "exBHF" |  |

| Unknown route-map component "CONTgq" | Unknown route-map component "xABZqr" | Unknown route-map component "exSTRr" |  |  |

| Continuation backward |

|  | Unknown route-map component "ABZg+l" | Unknown route-map component "CONTfq" |

| Station on track |

|  | Unknown route-map component "KRWgl" | Unknown route-map component "LKRW+r" |

|  | Unknown route-map component "eBHF" | Unknown route-map component "LSTR" |

|  | Station on track | Unknown route-map component "LSTR" |

|  | Unknown route-map component "tSTRa" | Unknown route-map component "LSTR" |

|  | Unknown route-map component "tSTRe" | Unknown route-map component "LSTR" |

|  | Unknown route-map component "eHST" | Unknown route-map component "LSTR" |

|  | Unknown route-map component "eBHF" | Unknown route-map component "LSTR" |

|  | Unknown route-map component "tSTRa" | Unknown route-map component "LSTR" |

|  | Unknown route-map component "tSTRe" | Unknown route-map component "LSTR" |

| Unknown route-map component "STR+l" | Unknown route-map component "KRZo" | Unknown route-map component "LSTRr" |

| Unknown route-map component "ABZg+l" | Unknown route-map component "xKRZr" | Unknown route-map component "CONTfq" |

| Straight track | Unknown route-map component "exABZg+l" | Unknown route-map component "exCONTfq" |

| Station on track | Unknown route-map component "exBHF" |  |

| Unknown route-map component "CONTgq" | Unknown route-map component "xABZqr" | Unknown route-map component "exSTRr" |  |  |

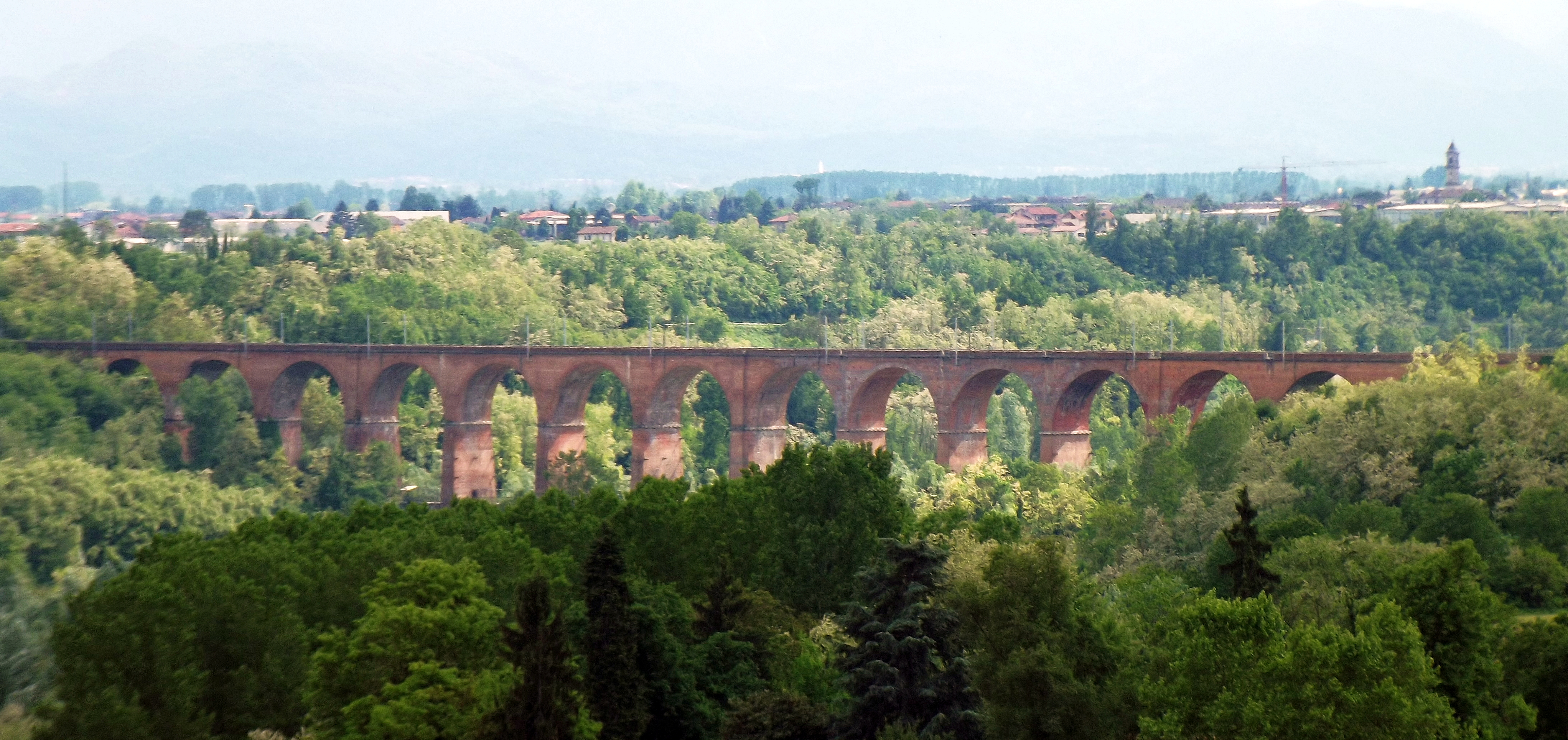
Il ponte sulla Stura di Demonte

La linea è una ferrovia elettrificata in corrente continua a 3.000 volt, Lo scartamento adottato è quello ordinario da 1.435 mm.
La linea presenta una diramazione a Carmagnola per Bra, una diramazione a Cavallermaggiore per Bra e una diramazione a Savigliano per Saluzzo.
Sino a Fossano è percorsa da tutti i treni, sia diretti a Cuneo che a Savona. A Fossano, in direzione sud, la linea si divide, si può proseguire o per Cuneo, e a sua volta per Limone e Ventimiglia o Nizza, oppure per Ceva e di conseguenza Savona e tutta la Liguria. A San Giuseppe di Cairo si dirama invece la linea per Alessandria.
Da Torino a Ceva la linea è a doppio binario, mentre da Ceva a San Giuseppe di Cairo è a binario semplice. Da Mondovì parte una diramazione per Cuneo e da Ceva parte la diramazione per Ormea, riaperta nel 2016 soltanto come ferrovia turistica (per la circolazione dei treni storici).

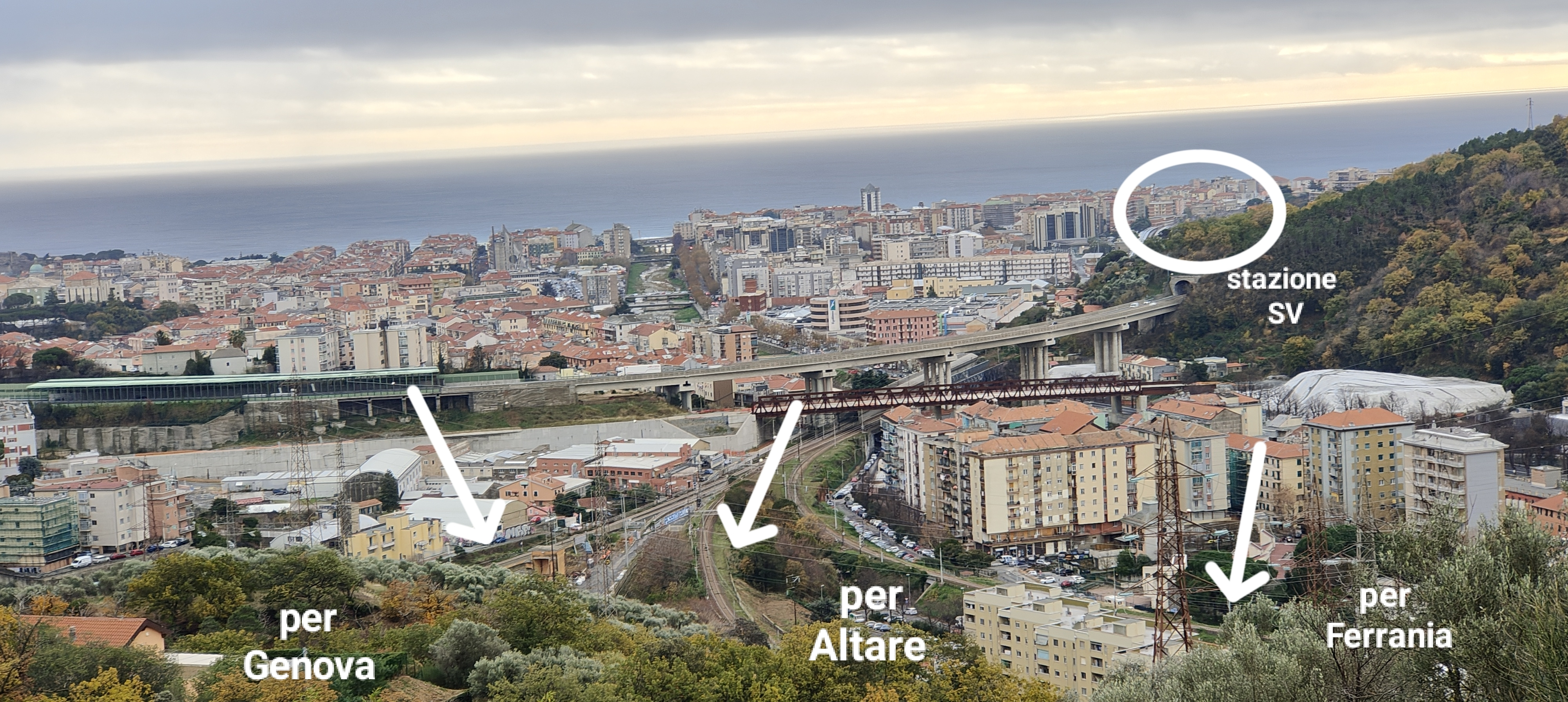
I tre tracciati provenienti dalla Val Bormida, dal Piemonte e da Genova verso la stazione savonese (cerchio)

Tra San Giuseppe e Savona sono presenti due tracciati diversi, quello originario passante per Ferrania e quello costruito tra gli anni venti e gli anni cinquanta passante per Altare. 
La tratta San Giuseppe - Savona via Altare è predisposta dalle origini per il doppio binario, ma il secondo binario non è mai stato armato.

### Percorso
Subito prima della stazione di Vicoforte-San Michele la linea sottopassava la tranvia Mondovì-San Michele, che serviva tale impianto con una fermata dedicata.

### Gallerie
- galleria di Altare, lunga 1.451 m;
- galleria del Belbo, lunga 4.366 m e posta tra le stazioni di Sale Langhe e di Saliceto della tratta San Giuseppe-Ceva;
- galleria Lesegno, lunga 1.297 m, situata tra l'omonima stazione e quella di Ceva;
- galleria San Giovanni o di Vicoforte, lunga 2.804 m e posta nel tratto a doppio binario tra Vicoforte San Michele e Mondovì;
- galleria elicoidale di Santuario, lunga 2.063 m e posta sulla tratta tra la stazione di Altare e quella di Savona;
- galleria di Sella, lunga 2.309 m e posta tra la fermata di Ferrania e la stazione di Santuario;
- galleria di Mondovì, lunga 667 m e posta dopo la stazione di Mondovì oltrepassato il viadotto Ellero;
- galleria della Pobbia, lunga 1.226 m e posta tra la galleria di Mondovì e quella di San Giovanni.

Le gallerie Sella ed Altare superano la displuviale appenninica, mentre quella elicoidale di Santuario rappresenta il punto di massima acclività della linea.